# Alma Reville
Alma Lucy Reville, conocida como Lady Hitchcock (Nottingham, Reino Unido; 14 de agosto de 1899 – Bel-Air, Los Ángeles; 6 de julio de 1982), fue una actriz, asistente de dirección británica. Fue la esposa del director cinematográfico Alfred Hitchcock, a quien conoció mientras trabajaban juntos en su primer trabajo como realizador. De origen protestante, se convirtió al catolicismo antes de casarse con Hitchcock.

## Biografía
Alma y Hitchcock se conocieron mientras ambos trabajaban para la empresa Famous Players-Lasky Studio de la compañía Paramount en Londres, en los primeros años de la década de 1920, y contrajeron matrimonio el 2 de diciembre de 1926. A partir de entonces, Alma Reville se convirtió en la mano derecha del director británico colaborando con él en la escritura de guiones, editando, haciendo doblaje de voces y comprobando la continuidad de la historia y los decorados.
Alma se dedicó a trabajar como editora en películas de otros directores como Berthold Viertel y Maurice Elvey, si bien la gran mayoría de sus trabajos fueron junto a su esposo. Se especializó en revisar los diálogos y descubrir ciertas incongruencias de los guiones y argumentos que fastidiaban a Hitchcock. 
El matrimonio Hitchcock tuvo una hija, Patricia Hitchcock, quien hizo algunas películas y capítulos de TV. Ésta se casó con Joseph O'Connell en 1952, con quien tuvo tres hijos.
Alma Reville falleció de causas naturales a los 82 años, tras sobrevivir a un cáncer de mama.

## En la cultura popular
- En la película biográfica de su marido, Hitchcock, fue interpretada por la actriz Helen Mirren.
- En la película para televisión The girl, fue interpretada por Imelda Staunton.[2]